# Universiteit van Mississippi
De Universiteit van Mississippi is een openbare universiteit nabij Oxford, Mississippi. De universiteit wordt ook wel 'Ole Miss' genoemd. Het is de oudste universiteit van de staat Mississippi, en de grootste qua aantal studenten.

## Sport
De sportteams van de Universiteit van Mississippi worden de Ole Miss Rebels genoemd en komen uit in Division I van de Southeastern Conference (SEC). De Rebels komen onder andere uit in de volgende sportdisciplines:

### Vrouwen
- Basketbal
- Golf
- Voetbal
- Softbal
- Tennis
- Volleybal

### Mannen
- Basketbal
- Honkbal
- Football
- Golf
- Tennis

De grootste rivalen van de Rebels zijn de Universiteit van Louisiana en Mississippi State University.

## (Oud-)medewerkers en studenten
- John Grisham, Amerikaans schrijver
- William Faulkner, winnaar van de Nobelprijs voor de Literatuur in 1949
- Mahesh Bhupathi, tennisspeler